# قائمة أفلام ون بيس

غلاف DVD أول فيلم بعنوان ون بيس سنة 2000.

ون بيس (ワンピース Wan Pīsu)، هي سلسلة مانغا يابانية من تأليف ورسوم إييتشيرو أودا. سُلسِلت المانغا في شونن جمب الأسبوعية منذ 4 أغسطس 1997؛ تُنشر الفصول المفردة في مجلدات تانكوبون من قبل شوئيشا مع كون الإصدار الأول في 14 ديسمبر 1997، وإصدار المجلد الـ102 في أبريل 2022. تتبع ون بيس مغامرات مونكي دي لوفي، فتى شاب اكتسب جسمه خصائص المطَّاط بعد أكله بالخطأ فاكهة الشَّيطان (فاكهة المُحيط حسب الدبلجة العربية الرسمية)، وطاقمه المتنوع من القراصنة، المُسمين قراصنة قبعة القش. يستكشف لوفي المحيط بحثاً عن أعظم كنوز العالم المعروف باسْم "ون بيس. حُوِّلت الفصول إلى رسوم متحركة أصلية للفيديو (أوفا) من إنتاج برودكشن آي جي في 1998، ومسلسل أنمي من إنتاج توي أنميشن، الذي بدأ بثه في اليابان في 1999. منذ ذلك الحين، بَثُّ المسلسل الذي لا يزال مستمراً بمجموع 1,122 حلقة. إضافة لذلك، أصدرت توي 4 أوفا، 12 حلقة خاصة. وكما قد أنشأت شركات متعددة أنواع كثيرة من السلع مثل بطاقات الورق التجارية، وعدد كبير من ألعاب الفيديو دخلت موسوعة غينيس للأرقام القياسية بـ”أكثر سلسلة قصص مصورة تم نشرها وطباعتها من مؤلف واحد” وذلك بعد أرقام ديسمبر 2014 والتي حققت المانجا فيها 320,866,000 نسخة مطبوعة عالميًا. في 2008، صارت ون بيس سلسلة المانغا الأكثر انتشاراً. في 2010، أعلنت شوئيشا أنها باعت ما يفوق 260 مليون مجلداً من مانغا ون بيس حتى ذلك الحد؛ سجَّل المجلد 61 بعنوان (معركة المارينفورد) رقماً قياسياً جديداً كأعلى سلعة لطبعة أولى من أي كتاب في اليابان بـ3.8 مليون نسخة (الرقم السابق يعود للمجلد 60 بـ3.4 مليون نسخة). المجلد 60 كان أول كتاب يبيع أكثر من مليوني نسخة في أسبوعه الافتتاحي في تصنيفات كتب أوريكون اليابان. ون بيس حالياً مصنفة كأفضل سلاسل المانغا مبيعاً. بحلول 2013، حصلت السلسلة على أكثر من 345 مليون منشور حول العالم، منها 300 مليون بيعت في اليابان فقط. وفي أكتوبر 2017 حققت المانغا مبيعات تقدر بـ430 مليون نسخة حول العالم، مما جعلها أفضل مانغا تحقيقًا للمبيعات في التاريخ.

## الأفلام
أصدرت تويه أنيميشن منذ انطلاق الأنمي لحد الآن 15 فِلماً، أول هذه الأفلام أُصدِر خلال عطلة الربيع من عام 2000. الأفلام الثلاثة الأولى كانت مجرد أفلام قصيرة لا تتعدى مدتها الساعة الواحدة، بينما تم تطويل مدة الأفلام انطلاقًا من الفيلم الرابع. يُذكر بأن الأفلام غير مرتبطة بتاتًا بقصة المانغا أو الأنمي المُتلفز.
خلال الأفلام الثلاثة الأولى، تظهر الشخصيات على غير عادتها تمامًا خلال القصة المُتلفزة. حيث يظهرون في فيلم مغامرة في جزيرة الساعة يرقصون في كرنافال شعبي، وفي فيلم مملكة تشوبر على جزيرة الحيوانات الغريبة يلعبون كرة القدم والبيسبول. لكن تم تفادي هذه الأمور خلال الأفلام التالية لتتحول أحداث الأفلام إلى الشكل المعتاد في المانغا والأنمي بالإضافة إلى إطالة مدة الأفلام.
تعرض الأفلام بين شهري مارس ويوليو من كل سنة على السينمات اليابانية منذ انطلاقة سلسلة الأفلام سنة 2000، باستثناء فيلم غولد الذي تأخر عرضه 4 سنوات. حيث توقفت السلسلة في 2012 مع فيلم زد الذي يعتبر أكثر الأفلام تحقيقًا للإيرادات بمجموع 85.2 مليون دولار (6.87 مليار ين).
لم يُدبلج أيُّ فيلم من الأفلام للُّغة العربية، حيثُ قام مركز الزهرة الناقل الرسمي للأنمي في الوطن العربي بدبلجة حلقات الأنمي فقط، بينما تتولى فنميشن مهمة نقل الأفلام بشكل مرخص في منطقة أمريكا الشمالية.

### القائمة
| الرقم | الغلاف | اسم الفيلم                                                                 | تاريخ العرض    | الأرباح بالمليار ين بالمليون دولار | المدة     |
| ----- | ------ | -------------------------------------------------------------------------- | -------------- | ---------------------------------- | --------- |
| 1     |        | فيلم ون بيس ワンピース                                                     | 4 مارس 2000    | 2.16¥                              | 51 دقيقة  |
| 2     |        | مغامرة في جزيرة الساعة ねじまき島の冒険                                    | 3 مارس 2001    | 3.00¥                              | 55 دقيقة  |
| 3     |        | مملكة تشوبر على جزيرة الحيوانات الغريبة 珍獣島のチョッパー王国             | 2 مارس 2002    | 2.00¥ 13.10$                       | 56 دقيقة  |
| 4     |        | مغامرة النهاية مسدودة デッドエンドの冒険                                   | 1 مارس 2003    | 2.00¥ 14.81$                       | 95 دقيقة  |
| 5     |        | لعنة السيف المقدس 呪われた聖剣                                             | 21 يوليو 2004  | 1.8¥ 13.42$                        | 95 دقيقة  |
| 6     |        | البارون أوماتسوري والجزيرة السرية オマツリ男爵と秘密の島                   | 21 يوليو 2005  | 1.23¥ 10.49$                       | 91 دقيقة  |
| 7     |        | جندي قلعة كاراكوري الآلي カラクリ城のメカ巨兵                              | 21 يوليو 2006  | 14.19$                             | 95 دقيقة  |
| 8     |        | أميرة الصحراء والقراصنة エピソードオブアラバスタ 砂漠の王女と海賊たち      | 3 مارس 2007    | 0.86¥ 21.25$                       | 90 دقيقة  |
| 9     |        | زهور الشتاء ومعجزة الساكورا エピソード オブ チョッパー+ 冬に咲く、奇跡の桜 | 1 مارس 2008    | 17.27$                             | 113 دقيقة |
| 10    |        | العالم القوي ストロングワールド                                            | 12 ديسمبر 2009 | 4.8¥ 53$                           | 115 دقيقة |
| 11    |        | مطاردة قبعة القش 麦わらチェイス                                            | 13 مارس 2011   | 9.79$                              | 30 دقيقة  |
| 12    |        | زد ワンピース フィルム ゼット                                              | 15 ديسمبر 2012 | 6.87¥ 85.2$                        | 107 دقيقة |
| 13    |        | غولد ワンピースフィルムゴールド                                            | 15 يوليو 2016  | 5.18¥ 68.84$                       | 120 دقيقة |
| 14    |        | ستامبيد ワンピーススタンピード                                             | 9 أغسطس 2019   | 5.55¥ 93.0$                        | 101 دقيقة |
| 15    |        | ريد ワンピース フィルム レッド                                             | 6 أغسطس 2022   | 14,94¥ 116.9$                      | 115 دقيقة |

## حلقات الأفلام
ابتداءً من الفيلم التاسع (العالم القوي) بدأت السلسلة بإنتاج حلقات ممهدة لعرض الفيلم تابعة لحلقات ون بيس الأساسية، حيث تُعرض 4 حلقات قبل عرض الفيلم تمهيدًا لأحداث الفيلم على غرار أنميات أخرى.

### العالم القوي
| رقم الحلقة | عنوان الحلقة                                                                                           | تاريخ العرض الأصلي |
| ---------- | --- | ------------------ |
| 426        | «العرض الخاص بالفيلم! طموح الأسد الذهبي على المضي قُدُما!» (映画連動特別編 動き出す金獅子の野望)         | 15 نوفمبر 2009     |
| 427        | «العرض الخاص بالفيلم! العرض الخاص بالفيلم! الشرق الأزرق في خطر!» (映画連動特別編 狙われた小さな東の海) | 22 نوفمبر 2009     |
| 428        | «العرض الخاص بالفيلم! هجمة شرسة من القراصنة أميغو!» (映画連動特別編 アミーゴ海賊団の猛攻)              | 29 نوفمبر 2009     |
| 429        | «العرض الخاص بالفيلم! لوفي ضد لارغو – المعركة نشطة!» (映画連動特別編 決戦! ルフィVSラルゴ)             | 6 ديسمبر 2009      |

### ون بيس زد
| رقم الحلقة | عنوان الحلقة                                                      | تاريخ العرض الأصلي |
| ---------- | ----------------------------------------------------------------- | ------------------ |
| 575        | «طموح زد! ليلي العملاقة الصغيرة!» (Zの野望編 小さな巨人リリー!)   | 2 ديسمبر 2012      |
| 576        | «طموح زد! الجيش القوي والمظلم» (Zの野望編 謎の最強軍団登場!)      | 9 ديسمبر 2012      |
| 577        | «طموح زد! خطة الهروب الكبير اليائس» (Zの野望編 決死の大脱出作戦!) | 16 ديسمبر 2012     |
| 578        | «طموح زد! لوفي ضد شوزو» (Zの野望編 ルフィVSシューゾ!)             | 23 ديسمبر 2012     |

### ون بيس غولد
| رقم الحلقة | عنوان الحلقة                                                                    | تاريخ العرض الأصلي |
| ---------- | ------------------------------------------------------------------------------- | ------------------ |
| 747        | «القلعة الفضية! مغامرة لوفي وبارتو العظيمة!» (銀の要塞 ルフィとバルト大冒険)    | 26 يونيو 2016      |
| 748        | «متاهة تحت الأرض! لوفي ضد الترام البشري!» (地下迷宮 ルフィ対トロッコ人間)       | 3 يوليو 2016       |
| 749        | «تقنية السيف الساخن! وأخيرا ظهر زورو!» (剣技白熱 ロー・ゾロ遂に見参！)          | 10 يوليو 2016      |
| 750        | «وضع يائس! لوفي يخوض معركة في الحرارة الشديدة!» (絶対絶命 ルフィ極限の灼熱決戦) | 17 يوليو 2016      |

## الملاحظات
1. ↑  داخل اليابان
2. ↑  عالميا
3. ↑  عُرِض الفيلم في السينمات اليابانية بتقنية 3D
4. ↑  عُرِض الفيلم لأول مرة في قصر الإمارات في 15 يوليو ثم عُرِض في اليابان بتاريخ 23 يوليو.

## روابط خارجية
- الموقع الرسمي لأفلام ون بيس نسخة محفوظة 5 مايو 2009 على موقع واي باك مشين. على توي أنيميشن.